# Tjeerd Boersma
Tjeerd Boersma (Tjeerd Albert Boersma; * 22. Februar 1915 in Amsterdam; † 3. Juni 1985 in Graz) war ein niederländischer Sprinter.
In der 4-mal-100-Meter-Staffel gewann er mit der niederländischen Mannschaft bei den Europameisterschaften 1934 Bronze, wurde bei den Olympischen Spielen 1936 in Berlin im Finale disqualifiziert und erreichte bei den Europameisterschaften 1938 in Paris im Finale nicht das Ziel.
Seine persönliche Bestzeit über 100 Meter von 10,7 s stellte er 1937 auf.